# Canarana (microregio)
Canarana is een van de 22 microregio's van de Braziliaanse deelstaat Mato Grosso. Zij ligt in de mesoregio Nordeste Mato-Grossense en grenst aan de mesoregio's Norte Mato-Grossense in het noordwesten en westen en Sudeste Mato-Grossense in het zuidwesten en zuiden en de microregio's Médio Araguaia in het zuidoosten en oosten en Norte Araguaia in het noorden. De microregio heeft een oppervlakte van ca. 60.324 km². Midden 2004 werd het inwoneraantal geschat op 85.273.
Acht gemeenten behoren tot deze microregio:
- Água Boa
- Campinápolis
- Canarana
- Nova Nazaré
- Nova Xavantina
- Novo São Joaquim
- Querência
- Santo Antônio do Leste

Mesoregio's: Centro-Sul Mato-Grossense · Nordeste Mato-Grossense · Norte Mato-Grossense · Sudeste Mato-Grossense · Sudoeste Mato-Grossense

Microregio's: Alta Floresta · Alto Araguaia · Alto Guaporé · Alto Pantanal · Alto Paraguai · Alto Teles Pires · Arinos · Aripuanã · Canarana · Colíder · Cuiabá · Jauru · Médio Araguaia · Norte Araguaia · Paranatinga · Parecis · Primavera do Leste · Rondonópolis · Rosário Oeste · Sinop · Tangará da Serra · Tesouro